# 軍事間諜
軍事間諜又稱軍事情報員，即為運用各種方式偵查目標國家軍事機密，將情報內容回報委派國家的特殊職業人員。依據政治、軍事、經濟、科技等重要機密情報，作為國家和軍隊制定方針、政策、作戰計畫提供。由於軍事間諜其危害國家的嚴重性，甚至能影響國家安全，足以操控軍事勝敗的程度。第二次世界大戰後，使這種偵察方式得到迅速發展，多數國家皆有此一特殊的專責單位，遴選各種人才，投入大量經費，採用先進技術器材，廣泛從事諜報活動，從事蒐集相關情報收集與反制工作。

## 概述
基本做法是採用各種手段建立諜報網路，便於順利進行任務。通常，首先使用不同職業作為身份掩護，潛伏於社會各階層，建立龐大的諜報機構，使這種工作得到迅速發展。可說是政治、軍事、經濟、科技高度競爭下的產物。
獲取情報方式：
- 利誘
- 策反
- 密取
- 偵察
- 刺探
- 竊聽

## 間諜與政治
早期，為了使敵方誤判間諜網仍順利運作並加以利用、或是避免嚴重影響國內外政治情勢，各國通常隱瞞逮獲間諜的情況，很少直接公諸社會大眾。近年來，甚至特意廣大宣傳逮獲成效，形成「心理戰」裏所利用的工具之一，意圖影響政治情勢。

## 各國機關
依英文字母排序：

### 現存機關
- ：秘密情報局（Australian Secret Intelligence Service；ASIS）
- 巴西：情報局（Brazilian Intelligence Agency；BIN）
- 加拿大：安全情報局（Canadian Security Intelligence Service；CSIS）
- 中华人民共和国：中央军委联合参谋部情报局、中国人民解放军网络空间部队
- 英国：秘密情報局（Secret Intelligence Service；SIS），又名軍情六處（Military Intelligence 6；MI6）
- 德国：聯邦情報局(Bundesnachrichtendienst；BND)
- 義大利：軍事情報安全局（Intelligence and Military Security Service）
- 约旦：總情報處（Jordanian General Intelligence Department；GID）
- 日本：情報本部（Defence Intelligence Headquarters；DIH）
- ：國家情報院（National Intelligence Service；NIS）
- 新西兰：安全情報局（Security Intelligence Service；SIS）
- 巴基斯坦：軍事情報局（Military Intelligence；MI）、情報局（Intelligence Bureau；IB）
- 葡萄牙：公安部（Ministry of Public Security；MPS）
- 南非：國家安全局（National Intelligence Agency；NIA）、秘密勤務局（South African Secret Service；SASS）
- 中華民國：國防部軍事情報局（簡稱國防部軍情局；英文縮寫：MIB）
- 以色列：情報特務局（Mossad，摩薩德）、國家安全局（Shinbet，辛貝特）、軍事情報局（Aman，阿曼）
- 俄羅斯：對外情報局（Foreign Intelligence Service；FIS）
- 土耳其：情報局（Turkish Intelligence Service；TIS）
- 乌克兰：安全局（Security Service of Ukraine；SBU）
- 美国：國防情報局（Defense Intelligence Agency；DIA）、中央情報局（Central Intelligence Agency；CIA）

## 文藝相關

### 書籍
| 年份         | 書籍名稱                                                                                                   | 作者                       | 出版社               | ISBN               |
| ------------ | --- | -------------------------- | -------------------- | ------------------ |
| 1954年       | 《賭城諜血》（Casino Royale）                                                                              |                            |                      |                    |
| 1998年1月    | 《上智為間：二十世紀十大間諜》                                                                             |                            | 東方出版社           | ISBN 7506009994    |
| 2001年1月    | 《百年間諜檔案》                                                                                           | 韓叢耀、高金虎             | 世茂出版社           | ISBN 9577762468    |
| 2005年9月    | 《間諜與戰爭：中國古代軍事間諜簡史》                                                                       | 彥周                       | 時事出版社           |                    |
| 2005年11月   | 《我這樣一個間諜》                                                                                         | 賴瑞·寇博（Larry J. Kolb） | 時報出版             | ISBN 9571344052    |
| 2006年2月    | 《戴笠VS川島芳子：揭開名聞國際大間諜的秘密》                                                               | 葉邦宗                     | 德威文化             | ISBN 9867307453    |
| 2006年5月    | 《世界間諜秘辛：驚世寰宇搜奇》                                                                             | 通鑑文化編輯部             | 通鑑文化             | ISBN 9867133129    |
| 2007年1月    | 《世界大間諜》                                                                                             | 孫健民                     | 上海社會科學院出版社 | ISBN 7806819234    |
| 2012年5月3日 | 《獵虎行動：失竊的核武機密》（Tiger Trap: America』s Secret Spy War with China），（英文原版出版於2011年） | 大衛．懷斯（David Wise）   | 台北：衛城出版       | ISBN 9789868816015 |

### 電影
| 年份   | 片名                                                                |
| ------ | ------------------------------------------------------------------- |
| 1987年 | 《軍官與間諜》（No Way Out）                                        |
| 1998年 | 《叛國者》（Aldrich Ames: Traitor Within）                          |
| 2001年 | 《間諜遊戲》（Spy Game）                                            |
| 2002年 | 《叛諜追擊》(The Bourne Identity)                                   |
| 2004年 | 《叛諜追擊2：機密圈套》(The Bourne Supremacy)                       |
| 2007年 | 《叛諜追擊3：最後通牒》(The Bourne Ultimatum)                       |
| 1996年 | 《不可能的任務》（Mission: Impossible）                             |
| 2000年 | 《不可能的任務2》（Mission: Impossible II）                         |
| 2006年 | 《不可能的任務3》（Mission: Impossible III）                        |
| 2008年 | 超级女特工                                                          |
| 2011年 | 《不可能的任務4：鬼影行動》（Mission: Impossible – Ghost Protocol） |
| 2012年 | 《狡兔計畫》（Safe House）                                          |
| 2018年 | 《拳力逃脫》（Mile22）                                              |

### 引用
1. ↑  美國B2轟炸機匿蹤技術　落入中國手中 （页面存档备份，存于），《東森新聞網》
2. ↑  俄羅斯指美間諜竊軍事情報 （页面存档备份，存于），《BBC Chinese》
3. ↑  國防新聞：中國在台潛伏間諜將隨三通更嚴重，《PChome新聞》
4. ↑  〈台灣的情治工作－重大台諜案的偵破〉：台灣大學政治學研究所研究生，彭士芬